# フランティシェック・ヴィンツェンツ・クラマーシュ
フランティシェク・ヴィンツェンツ・クラマーシュ（クラマールシュ、František Vincenc Kramař, *1759年11月27日 モラヴィアのチェスカー・カメニツェ - †1831年1月8日 ウィーン）は、ボヘミア出身のウィーン古典派の作曲家。フランツ・クロンマー（Franz Krommer）というドイツ語名で有名。

## 生涯
おじのアントニーン・マチャーシュ・クラマーシュにオルガンとヴァイオリンを学び、ハンガリーのいくつかの土地で活動する。1785年にウィーンに行き、シュテュルム伯爵の宮廷に仕える。1790年から1795年までハンガリーのペーチ大聖堂の教会楽長に就任。その後はカーロイ連隊楽師長やグラサルコヴィチ侯の宮廷楽長を歴任。1810年よりウィーン・ブルク劇場の楽長を務め、1818年に皇室専属作曲家の称号を得る。
クロンマーは300曲以上の作品を残し、そのうち100曲以上の弦楽四重奏曲と、13曲の弦楽三重奏曲、30曲の弦楽五重奏曲、ヴァイオリン協奏曲、オーボエ協奏曲、クラリネット協奏曲、吹奏楽、9つの交響曲（第8番は消失）、管楽合奏のためのパルティータ、ミサ曲などの宗教曲がある。今日ではクラリネット協奏曲および2本のクラリネットのための協奏曲（2曲）がよく演奏される。

## 作品
近年クロンマー作品の掘り起こしが進んだこともあり、出版に基づく作品番号（Op.）以外に、チェコの音楽学者カレル・パドルタが分類・整理した作品目録の「PadK番号」（ないし略してP番号）も用いられるようになっている。（各行末のカッコ内の年は初出版年あるいは手稿に記された年、＊付きは既知の作曲または編曲年）

### 交響曲
- 交響曲第1番 ヘ長調 作品12, PadK I:1（1798）
- 交響曲第2番 ニ長調 作品40, PadK I:2（1803）
- 交響曲第3番 ニ長調 作品62, PadK I:3（1807）
- 交響曲第4番 ハ短調 作品102, PadK I:4（1820）
- 交響曲第5番 変ホ長調 作品105, PadK I:5（1823）
- 交響曲第6番 ニ長調 PadK I:6（1823*）
- 交響曲第7番 ト短調 PadK I:7（1824*）
- 交響曲第8番 PadK I:8（消失）
- 交響曲第9番 ハ長調 PadK I:9（1830*）
- シンフォニア・パストラリス ハ長調 PadK I:C1
- 交響曲 ニ長調 PadK I:D1
- シンフォニア・パストラリス ハ長調 PadK I:D2（消失）

### 協奏交響曲
- フルートとオーボエ、ヴァイオリンのための協奏交響曲 ハ長調 作品18, PadK II:1（1799）
- フルートとオーボエ、ヴァイオリンのための協奏交響曲 ヘ長調 作品38, PadK II:2（1803）
- フルートとオーボエ、ヴァイオリンのための協奏交響曲 ト長調 作品39, PadK II:3（1803）
- フルートとオーボエのための協奏交響曲 ハ長調 作品65, PadK II:4（1808）
- フルートとクラリネット、ヴァイオリンのための協奏交響曲 変ホ長調 作品70, PadK II:5（1808）
- フルートとクラリネット、ヴァイオリンのための協奏交響曲 ニ長調 作品80, PadK II:6（1810?）

### 協奏曲
- ヴァイオリン協奏曲第1番 イ長調 作品20, PadK III:1（1802）
- ヴァイオリン協奏曲第2番 変ロ長調 作品41, PadK III:6（1803）
- ヴァイオリン協奏曲第3番 ホ長調 作品42, PadK III:7（1803）
- ヴァイオリン協奏曲第4番 ヘ長調 作品43, PadK III:8（1803）
- ヴァイオリン協奏曲第5番 ニ長調 作品44, PadK III:9（1803）
- ヴァイオリン協奏曲第6番 ニ短調 作品61, PadK III:13（1808）
- ヴァイオリン協奏曲第7番 ニ長調 作品64, PadK III:14（1808）
- ヴァイオリン協奏曲第8番 ホ短調 作品42, PadK III:15（1810）
- ヴァイオリン協奏曲 ハ長調 PadK XIII:C1
- ヴァイオリン協奏曲 ヘ長調 PadK XIII:F1
- ヴァイオリン協奏曲 ヘ長調 PadK XIII:F2
- ヴァイオリン協奏曲 ト長調 PadK XIII:G1
- フルート協奏曲第1番 ト長調 作品30, PadK III:2（1802）
- フルート協奏曲第2番 ニ長調 作品44, PadK III:10（1823）
- フルート協奏曲第3番 ホ短調 作品86, PadK III:16（1814?）
- フルート協奏曲 ニ短調 PadK XIII:d1
- オーボエ協奏曲第1番 ヘ長調 作品37, PadK III:5（1803）
- オーボエ協奏曲第2番 ヘ長調 作品52, PadK III:11（1805）
- クラリネット協奏曲第1番 変ホ長調 作品36, PadK III:4（1803）
- クラリネット協奏曲第2番 変ホ長調 作品52, PadK III:12（1822）
- クラリネット協奏曲第3番 変ホ長調 作品86, PadK III:17（1819）
- クラリネット小協奏曲 変ホ長調 PadK XIII:Es1
- 2つのクラリネットのための協奏曲第1番 変ホ長調 作品35, PadK III:3（1803）
- 2つのクラリネットのための協奏曲第2番 変ホ長調 作品91, PadK III:18（1815?）

### 管楽器のための室内楽曲
- 管楽合奏のためのパルティータ 変ロ長調 作品45-1, PadK IV:1（1803）
- 管楽合奏のためのパルティータ 変ホ長調 作品45-2, PadK IV:2（1803）
- 管楽合奏のためのパルティータ 変ロ長調 作品45-3, PadK IV:3（1803）
- 管楽合奏のためのパルティータ ヘ長調 作品57, PadK IV:4（1807）
- 管楽合奏のためのパルティータ 変ロ長調 作品67, PadK IV:5（1808）
- 管楽合奏のためのパルティータ 変ホ長調 作品69, PadK IV:6（1808）
- 管楽合奏のためのパルティータ 変ホ長調 作品71, PadK IV:7（1808）
- 管楽合奏のためのパルティータ ヘ長調 作品73, PadK IV:8（1808?）
- 管楽合奏のためのパルティータ ハ長調 作品76, PadK IV:9（1809?）
- 管楽合奏のためのパルティータ ヘ長調 作品77, PadK IV:10（1810）
- 管楽合奏のためのパルティータ 変ロ長調 作品78, PadK IV:11（1810）
- 管楽合奏のためのパルティータ 変ホ長調 作品79, PadK IV:12（1810）
- 管楽合奏のためのパルティータ ヘ長調 作品83, PadK IV:13（1810）
- 管楽合奏のためのパルティータ ハ短調 PadK IV:14
- 管楽合奏のためのパルティータ 変ホ長調 PadK IV:15『狩り』
- 8つのセレナード第7番 変ホ長調 PadK IV:16
- 8つのセレナード第3番 変ホ長調 PadK IV:17
- 管楽合奏のためのパルティータ 変ホ長調 PadK IV:18
- 管楽合奏のためのパルティータ 変ホ長調 PadK IV:19（1808）
- 8つのセレナード第1番 変ホ長調 PadK IV:20（1808）
- 8つのパルティア第2番 変ホ長調 PadK IV:21
- 管楽合奏のためのパルティータ 変ホ長調 PadK IV:22
- 管楽合奏のためのパルティータ 変ホ長調 PadK IV:23
- 管楽合奏のためのパルティータ 変ホ長調 PadK IV:24
- 8つのセレナード第5番 変ホ長調 PadK IV:25
- 8つのセレナード第6番 変ホ長調 PadK IV:26
- 管楽合奏のためのパルティータ 変ホ長調 PadK IV:27（1825）
- 管楽七重奏のための変奏曲 変ホ長調 PadK IV:28
- 管楽合奏のためのパルティータ 変ロ長調 PadK IV:30
- 管楽合奏のためのパルティータ 変ロ長調 PadK IV:31
- 管楽合奏のためのパルティータ 変ロ長調 PadK IV:32（1808）
- 8つのセレナード第4番 変ロ長調 PadK IV:33
- 8つのパルティア第1番 変ロ長調 PadK IV:34
- 8つのパルティア第3番 変ロ長調 PadK IV:35
- 8つのパルティア第4番 変ロ長調 PadK IV:36
- 8つのパルティア第5番 変ロ長調 PadK IV:37
- 8つのパルティア第6番 変ロ長調 PadK IV:38
- 8つのパルティア第8番 変ロ長調 PadK IV:39
- 8つのパルティア第7番 変ロ長調 PadK IV:40
- 管楽合奏のためのパルティータ 変ロ長調 PadK IV:41（1813）
- 管楽合奏のためのパルティータ 変ロ長調 PadK IV:42
- 管楽合奏のためのパルティータ 変ロ長調 PadK IV:43
- 8つのセレナード第8番 変ロ長調 PadK IV:44

### 行進曲・舞曲
- 6つの行進曲 作品31, PadK V:1（1803）
- 3つの行進曲 作品60, PadK V:2（1809）
- 行進曲 作品82, PadK V:3（消失）
- 2つの行進曲 作品97, PadK V:4（消失）
- 2つの行進曲 作品98, PadK V:5（1818）
- 2つの行進曲 作品99, PadK V:6（消失）
- 行進曲 ヘ長調 作品100, PadK V:7（1818）
- 6つの行進曲 PadK V:8（1806?）
- 行進曲『神よ、皇帝フランツを守り給え』変ホ長調 PadK V:9（1827?）
- 6つの行進曲 PadK V:10（1820）

### 弦楽五重奏曲
- 弦楽五重奏曲第1番 変ロ長調 作品8-1, PadK VI:1（1797）
- 弦楽五重奏曲第2番 変ホ長調 作品8-2, PadK VI:2（1797）
- 弦楽五重奏曲第3番 ト長調 作品8-3, PadK VI:3（1797）
- 弦楽五重奏曲第4番 ヘ長調 作品11-1, PadK VI:4（1798）
- 弦楽五重奏曲第5番 ハ短調 作品11-2, PadK VI:5（1798）
- 弦楽五重奏曲第6番 ニ長調 作品11-3, PadK VI:6（1798）
- 弦楽五重奏曲第7番 ハ長調 作品18, PadK VI:7
- 弦楽五重奏曲第8番 ハ長調 作品25-1, PadK VI:8（1802）
- 弦楽五重奏曲第9番 ヘ長調 作品25-2, PadK VI:9（1802）
- 弦楽五重奏曲第10番 変ホ長調 作品25-3, PadK VI:10（1802）
- 弦楽五重奏曲第11番 イ長調 作品25-4, PadK VI:11（1803?）
- 弦楽五重奏曲第12番 ヘ短調 作品25-5, PadK VI:12（1803?）
- 弦楽五重奏曲第13番 変ロ長調 作品25-6, PadK VI:13（1803?）
- 弦楽五重奏曲第14番 ニ長調 作品62, PadK VI:14
- 弦楽五重奏曲第15番 変ホ長調 作品70, PadK VI:15（1817）
- 弦楽五重奏曲第16番 ニ長調 作品80, PadK VI:16（1817）
- 弦楽五重奏曲第17番 変ホ長調 作品88-1, PadK VI:17
- 弦楽五重奏曲第18番 ニ短調 作品88-2, PadK VI:18
- 弦楽五重奏曲第19番 ハ長調 作品88-3, PadK VI:19
- 弦楽五重奏曲第20番 変ロ長調 作品100-1, PadK VI:20
- 弦楽五重奏曲第21番 ニ短調 作品100-2, PadK VI:21
- 弦楽五重奏曲第22番 ト長調 作品100-3, PadK VI:22
- 弦楽五重奏曲第23番 ハ短調 作品102, PadK VI:23
- 弦楽五重奏曲第24番 ヘ長調 作品106-1, PadK VI:24
- 弦楽五重奏曲第25番 変ホ長調 作品106-2, PadK VI:25
- 弦楽五重奏曲第26番 ハ長調 作品106-3, PadK VI:26
- 弦楽五重奏曲第27番 ハ長調 作品107-1, PadK VI:27
- 弦楽五重奏曲第28番 イ長調 作品107-2, PadK VI:28
- 弦楽五重奏曲第29番 変ホ長調 作品107-3, PadK VI:29
- 弦楽五重奏曲第30番 ニ長調 PadK VI:30『狩り』
- 弦楽五重奏曲第31番 変ホ長調 PadK VI:31
- 弦楽五重奏曲第32番 変ホ長調 PadK VI:32
- 弦楽五重奏曲第33番 変ホ長調 PadK VI:33
- 弦楽五重奏曲第34番 ト長調 PadK VI:34
- 弦楽五重奏曲第35番 変ロ長調 PadK VI:35

### 管楽器を含む五重奏曲
- フルート五重奏曲第1番 ハ長調 作品25, PadK VII:1
- フルート五重奏曲第2番 ニ長調 作品43, PadK VII:2
- フルート五重奏曲第3番 ホ短調 作品55, PadK VII:3
- フルート五重奏曲第4番 ハ長調 作品58, PadK VII:4
- フルート五重奏曲第5番 ハ長調作品63, PadK VII:5
- フルート五重奏曲第6番 変ホ長調 作品66, PadK VII:6
- フルート五重奏曲第7番 ニ短調 作品92, PadK VII:7
- フルート五重奏曲第8番 ト長調 作品101, PadK VII:9
- フルート五重奏曲第9番 変ホ長調 作品104, PadK VII:10
- フルート五重奏曲第10番 ト長調 作品109, PadK VII:11
- フルート五重奏曲第11番 変ホ長調 PadK VII:14
- オーボエ五重奏曲第1番 ハ長調 PadK VII:12
- オーボエ五重奏曲第2番 変ホ長調 PadK VII:13
- オーボエ五重奏曲第3番 変ホ長調 PadK VII:15
- オーボエ五重奏曲第4番 変ロ長調 PadK VII:16
- クラリネット五重奏曲 変ロ長調 作品95, PadK VII:8
- フルート五重奏のためのアラ・ポラッカ ヘ長調 PadK VII:17

### 弦楽四重奏曲
- 弦楽四重奏曲第1番 変ロ長調 作品1-1, PadK VIII:1
- 弦楽四重奏曲第2番 ト長調 作品1-2, PadK VIII:2
- 弦楽四重奏曲第3番 変ホ長調 作品1-3, PadK VIII:3
- 弦楽四重奏曲第4番 ハ長調 作品3-1, PadK VIII:4
- 弦楽四重奏曲第5番 イ長調 作品3-2, PadK VIII:5
- 弦楽四重奏曲第6番 ニ長調 作品3-3, PadK VIII:6
- 弦楽四重奏曲第7番 ト長調 作品4-1, PadK VIII:7
- 弦楽四重奏曲第8番 変ホ長調 作品4-2, PadK VIII:8
- 弦楽四重奏曲第9番 変ロ長調 作品4-3, PadK VIII:9
- 弦楽四重奏曲第10番 変ホ長調 作品5-1, PadK VIII:10（1795）
- 弦楽四重奏曲第11番 ヘ長調 作品5-2, PadK VIII:11（1795）
- 弦楽四重奏曲第12番 変ロ長調 作品5-3, PadK VIII:12（1795）
- 弦楽四重奏曲第13番 ハ長調 作品7-1, PadK VIII:13
- 弦楽四重奏曲第14番 ホ短調 作品7-2, PadK VIII:14
- 弦楽四重奏曲第15番 イ長調 作品7-3, PadK VIII:15
- 弦楽四重奏曲第16番 ヘ長調 作品10-1, PadK VIII:16
- 弦楽四重奏曲第17番 変ロ長調 作品10-2, PadK VIII:17
- 弦楽四重奏曲第18番 ト長調 作品10-3, PadK VIII:18
- 弦楽四重奏曲第19番 変ホ長調 作品16-1, PadK VIII:19
- 弦楽四重奏曲第20番 ヘ長調 作品16-2, PadK VIII:20
- 弦楽四重奏曲第21番 ハ長調 作品16-3, PadK VIII:21
- 弦楽四重奏曲第22番 ニ長調 作品18-1, PadK VIII:22
- 弦楽四重奏曲第23番 イ長調 作品18-2, PadK VIII:23
- 弦楽四重奏曲第24番 変ホ長調 作品18-3, PadK VIII:24
- 弦楽四重奏曲第25番 ハ長調 作品19-1, PadK VIII:25
- 弦楽四重奏曲第26番 ヘ長調 作品19-2, PadK VIII:26
- 弦楽四重奏曲第27番 変ロ長調 作品19-3, PadK VIII:27
- 弦楽四重奏曲第28番 変ホ長調 作品21, PadK VIII:28
- 弦楽四重奏曲第29番 ト長調 作品23, PadK VIII:29（1803）
- 弦楽四重奏曲第30番 ニ長調 作品24-1, PadK VIII:30
- 弦楽四重奏曲第31番 変ホ長調 作品24-2, PadK VIII:31
- 弦楽四重奏曲第32番 ト短調 作品24-3, PadK VIII:32
- 弦楽四重奏曲第33番 ハ長調 作品26-1, PadK VIII:33
- 弦楽四重奏曲第34番 ヘ長調 作品26-2, PadK VIII:34
- 弦楽四重奏曲第35番 イ長調 作品26-3, PadK VIII:35
- 弦楽四重奏曲第36番 ト長調 作品34-1, PadK VIII:36
- 弦楽四重奏曲第37番 ニ短調 作品34-2, PadK VIII:37
- 弦楽四重奏曲第38番 変ロ長調 作品34-3, PadK VIII:38
- 弦楽四重奏曲第39番 変ホ長調 作品48-1, PadK VIII:39
- 弦楽四重奏曲第40番 ハ長調 作品48-2, PadK VIII:40
- 弦楽四重奏曲第41番 ニ長調 作品48-3, PadK VIII:41
- 弦楽四重奏曲第42番 ヘ長調 作品50-1, PadK VIII:42
- 弦楽四重奏曲第43番 変ロ長調 作品50-2, PadK VIII:43
- 弦楽四重奏曲第44番 イ長調 作品50-3, PadK VIII:44
- 弦楽四重奏曲第45番 変ホ長調 作品53-1, PadK VIII:45
- 弦楽四重奏曲第46番 イ長調 作品53-2, PadK VIII:46
- 弦楽四重奏曲第47番 ハ長調 作品53-3, PadK VIII:47
- 弦楽四重奏曲第48番 ヘ長調 作品54-1, PadK VIII:48
- 弦楽四重奏曲第49番 ニ長調 作品54-2, PadK VIII:49
- 弦楽四重奏曲第50番 変ロ長調 作品54-3, PadK VIII:50
- 弦楽四重奏曲第51番 変ロ長調 作品56-1, PadK VIII:51
- 弦楽四重奏曲第52番 ニ長調 作品56-2, PadK VIII:52
- 弦楽四重奏曲第53番 ト長調 作品56-3, PadK VIII:53
- 弦楽四重奏曲第54番 ヘ短調 作品68-1, PadK VIII:54
- 弦楽四重奏曲第55番 ハ長調 作品68-2, PadK VIII:55
- 弦楽四重奏曲第56番 イ長調 作品68-3, PadK VIII:56
- 弦楽四重奏曲第57番 ハ長調 作品72-1, PadK VIII:57
- 弦楽四重奏曲第58番 ホ長調 作品72-2, PadK VIII:58
- 弦楽四重奏曲第59番 変イ長調 作品72-3, PadK VIII:59
- 弦楽四重奏曲第60番 変ロ長調 作品74-1, PadK VIII:60
- 弦楽四重奏曲第61番 ト長調 作品74-2, PadK VIII:61
- 弦楽四重奏曲第62番 ニ短調 作品74-3, PadK VIII:62
- 弦楽四重奏曲第63番 ヘ長調 作品85-1, PadK VIII:63
- 弦楽四重奏曲第64番 変ロ長調 作品85-2, PadK VIII:64
- 弦楽四重奏曲第65番 ニ長調 作品85-3, PadK VIII:65
- 弦楽四重奏曲第66番 変ホ長調 作品90-1, PadK VIII:67
- 弦楽四重奏曲第67番 ハ長調 作品90-2, PadK VIII:68
- 弦楽四重奏曲第68番 変ロ長調 作品90-3, PadK VIII:69
- 弦楽四重奏曲第69番 ニ長調 作品92-1, PadK VIII:70
- 弦楽四重奏曲第70番 変ロ長調 作品92-2, PadK VIII:71
- 弦楽四重奏曲第71番 ト長調 作品92-3, PadK VIII:72
- 弦楽四重奏曲第72番 ホ短調 作品103-1, PadK VIII:73
- 弦楽四重奏曲第73番 ハ長調 作品103-2, PadK VIII:74
- 弦楽四重奏曲第74番 イ短調 作品103-3, PadK VIII:75
- 弦楽四重奏曲 ハ長調 PadK VIII:78
- 弦楽四重奏曲 ヘ長調 PadK VIII:F1
- 3つのハンガリー舞曲 作品89, PadK VIII:66
- 弦楽四重奏のための12のワルツ PadK VIII:76
- 弦楽四重奏のためのアレグレット イ長調 PadK VIII:77

### 管楽器またはピアノを含む四重奏曲
- フルート四重奏曲第1番 ニ長調 作品13, PadK IX:1
- フルート四重奏曲第2番 ヘ長調 作品17, PadK IX:2
- フルート四重奏曲第3番 ト長調 作品23, PadK IX:6
- フルート四重奏曲第4番 ハ長調 作品30, PadK IX:7
- フルート四重奏曲第5番 ニ長調 作品75, PadK IX:11
- フルート四重奏曲第6番 ヘ長調 作品89, PadK IX:14
- フルート四重奏曲第7番 ハ長調 作品90, PadK IX:15
- フルート四重奏曲第8番 ト長調 作品92, PadK IX:16
- フルート四重奏曲第9番 ニ長調 作品93, PadK IX:17
- フルート四重奏曲第10番 ハ長調 作品94, PadK IX:18
- フルート四重奏曲第11番 ニ長調 作品97, PadK IX:19
- フルート四重奏曲第12番 ハ長調 PadK IX:20
- フルート四重奏曲 ホ短調 PadK IX:E1
- オーボエ四重奏曲第1番 ハ長調 PadK IX:21
- オーボエ四重奏曲第2番 ヘ長調 PadK IX:22
- クラリネット四重奏曲第1番 変ホ長調 作品21-2, PadK IX:3
- クラリネット四重奏曲第2番 変ロ長調 作品21-1, PadK IX:4
- クラリネット四重奏曲第3番 変ホ長調 作品6, PadK IX:5
- クラリネット四重奏曲第4番 ニ長調 作品82, PadK IX:12
- クラリネット四重奏曲第5番 変ロ長調 作品83, PadK IX:13
- クラリネット四重奏曲 変ロ長調 PadK IX:B
- 「かわいいオーガスティン」の主題によるフルート四重奏のための変奏曲 ニ長調 作品59, PadK IX:10
- フルート四重奏のための変奏曲 ニ長調 PadK IX:D1
- ピアノ四重奏曲 変ホ長調 作品95, PadK X:1

### 三重奏曲
- 弦楽三重奏曲（ディヴェルティメント）ヘ長調 作品96, PadK XI:1（1818）
- 弦楽三重奏のための変奏曲 ニ長調 PadK XI:D1
- 2つのクラリネットとヴィオラのための13の小品 作品47, PadK XII:1
- 2つのオーボエとイングリッシュホルンのためのソナタ ヘ長調 PadK XII:2
- 2つのオーボエとイングリッシュホルンのための変奏曲 ヘ長調 PadK XII:3
- ピアノ三重奏曲第1番 ヘ長調 作品32, PadK XIII:1
- ピアノ三重奏曲第2番 変ホ長調 作品84, PadK XIII:2
- ピアノ三重奏曲第3番 ヘ長調 作品87, PadK XIII:3

### 二重奏曲
- ヴァイオリンのための二重奏曲第1番 変ホ長調 PadK XIV:1
- ヴァイオリンのための二重奏曲第2番 ハ長調 PadK XIV:2
- ヴァイオリンのための二重奏曲第3番 ヘ長調 PadK XIV:3
- ヴァイオリンのための二重奏曲第4番 変ホ長調 作品6-1, PadK XIV:4
- ヴァイオリンのための二重奏曲第5番 ト長調 作品6-2, PadK XIV:5
- ヴァイオリンのための二重奏曲第6番 変ロ長調 作品6-3, PadK XIV:6
- ヴァイオリンのための二重奏曲第7番 イ長調 作品22-1, PadK XIV:7
- ヴァイオリンのための二重奏曲第8番 ハ長調 作品22-2, PadK XIV:8
- ヴァイオリンのための二重奏曲第9番 ヘ短調 作品22-3, PadK XIV:9
- ヴァイオリンのための二重奏曲第10番 変ロ長調 作品33-1, PadK XIV:10
- ヴァイオリンのための二重奏曲第11番 ホ長調 作品33-2, PadK XIV:11
- ヴァイオリンのための二重奏曲第12番 変イ長調 作品33-3, PadK XIV:12
- ヴァイオリンのための二重奏曲第13番 ニ長調 作品51-1, PadK XIV:13
- ヴァイオリンのための二重奏曲第14番 ヘ長調 作品51-2, PadK XIV:14
- ヴァイオリンのための二重奏曲第15番 変ホ長調 作品51-3, PadK XIV:15
- ヴァイオリンのための二重奏曲第16番 イ長調 作品54-1, PadK XIV:16
- ヴァイオリンのための二重奏曲第17番 ヘ長調 作品54-2, PadK XIV:17
- ヴァイオリンのための二重奏曲第18番 変ホ長調 作品54-3, PadK XIV:18
- ヴァイオリンのための二重奏曲第19番 ト短調 作品94-1, PadK XIV:19
- ヴァイオリンのための二重奏曲第20番 ハ長調 作品94-2, PadK XIV:20
- ヴァイオリンのための二重奏曲第21番 イ長調 作品94-3, PadK XIV:21
- ヴァイオリンのための二重奏曲第22番 イ短調 作品110-1, PadK XIV:22
- ヴァイオリンのための二重奏曲第23番 ホ長調 作品110-2, PadK XIV:23
- ヴァイオリンのための二重奏曲第24番 ハ長調 作品110-3, PadK XIV:24
- ヴァイオリンのための二重奏曲 イ長調 PadK XIV:A1
- ヴァイオリンのための二重奏曲 変ロ長調 PadK XIV:B1
- ヴァイオリンのための二重奏曲 変ロ長調 PadK XIV:B2
- ヴァイオリンのための二重奏曲 ハ長調 PadK XIV:C1
- ヴァイオリンのための二重奏曲 ニ長調 PadK XIV:D1
- ヴァイオリンのための二重奏曲 ニ長調 PadK XIV:D2
- ヴァイオリンのための二重奏曲 ホ長調 PadK XIV:E1
- ヴァイオリンのための二重奏曲 ヘ長調 PadK XIV:F1
- ヴァイオリンのための二重奏曲 ヘ長調 PadK XIV:F2
- ヴァイオリンのための二重奏曲 ト長調 PadK XIV:G1
- フルートのための二重奏曲第1番 作品2-1, ト長調 PadK XV:1
- フルートのための二重奏曲第2番 作品2-2, ニ長調 PadK XV:2
- フルートのための二重奏曲第3番 作品2-3, ハ長調 PadK XV:3
- フルートのための二重奏曲第4番 ニ長調 作品6-1, PadK XV:4
- フルートのための二重奏曲第5番 ハ長調 作品6-2, PadK XV:5
- フルートのための二重奏曲第6番 ト長調 作品6-3, PadK XV:6
- フルートのための二重奏曲第7番 イ長調 作品22-1, PadK XV:7
- フルートのための二重奏曲第8番 ニ長調 作品22-21, PadK XV:8
- フルートのための二重奏曲第9番 ト短調 作品22-3, PadK XV:9
- フルートのための二重奏曲第10番 ニ長調 作品33-1, PadK XV:10
- フルートのための二重奏曲第11番 ヘ長調 作品33-2, PadK XV:11
- フルートのための二重奏曲第12番 変ロ長調 作品33-3, PadK XV:12
- フルートのための二重奏曲第13番 ニ長調 作品51-1, PadK XV:13
- フルートのための二重奏曲第14番 ヘ長調 作品51-2, PadK XV:14
- フルートのための二重奏曲第15番 ハ長調 作品51-3, PadK XV:15
- フルートのための二重奏曲第16番 ト長調 作品54-1, PadK XV:16
- フルートのための二重奏曲第17番 ニ長調 作品54-1, PadK XV:17
- フルートのための二重奏曲第18番 ト長調 作品54-1, PadK XV:18
- フルートのための小二重奏曲第1巻 第1番 ハ長調 PadK XV:19
- フルートのための小二重奏曲第1巻 第2番 ニ長調 PadK XV:20
- フルートのための小二重奏曲第1巻 第3番 ハ長調 PadK XV:21
- フルートのための小二重奏曲第1巻 第4番 ハ長調 PadK XV:22
- フルートのための小二重奏曲第1巻 第5番 ニ長調 PadK XV:23
- フルートのための小二重奏曲第1巻 第6番 ト長調 PadK XV:24
- フルートのための小二重奏曲第2巻 第1番 ト長調 PadK XV:25
- フルートのための小二重奏曲第2巻 第2番 イ長調 PadK XV:26
- フルートのための小二重奏曲第2巻 第3番 ハ長調 PadK XV:27
- フルートのための小二重奏曲第2巻 第4番 ト長調 PadK XV:28
- フルートのための小二重奏曲第2巻 第5番 ト長調 PadK XV:29
- フルートのための小二重奏曲第2巻 第6番 イ長調 PadK XV:30

### ヴァイオリンソナタ
- ヴァイオリンとチェロのための7つの変奏曲 変ホ長調 PadK XVI:1 作品9,
- ヴァイオリンとチェロのための13の変奏曲 変ロ長調 PadK XVI:2 作品14,
- ヴァイオリンソナタ ハ長調 PadK XVI:3 作品15,
- ヴァイオリンとヴィオラのためのソナタ ニ長調 PadK XVI:4 作品27,
- ヴァイオリンとヴィオラのためのソナタ イ長調 PadK XVI:5作品29,
- ヴァイオリンのための変奏曲 PadK XVI:6 作品41,（消失）
- ヴァイオリンとヴィオラのためのソナタ 作品42,
- ヴァイオリンとヴィオラ、またはチェロのためのソナタ ハ長調 PadK XVI:7 作品45,（消失）
- ヴァイオリンとチェロのための変奏曲 変ロ長調 PadK XVI:B1
- ヴァイオリンのための変奏曲 ハ長調 PadK XVI:C1

### ピアノ作品
- ヴァイオリンとピアノのためのソナチネ第1巻 第1番 ト長調 PadK XVII:1
- ヴァイオリンとピアノのためのソナチネ第1巻 第2番 変ロ長調 PadK XVII:2
- ヴァイオリンとピアノのためのソナチネ第1巻 第3番 ハ長調 PadK XVII:3
- ヴァイオリンとピアノのためのソナチネ第1巻 第4番 ニ短調 PadK XVII:4
- ヴァイオリンとピアノのためのソナチネ第1巻 第5番 変ホ長調 PadK XVII:5
- ヴァイオリンとピアノのためのソナチネ第1巻 第6番 変イ長調 PadK XVII:6
- ヴァイオリンとピアノのためのソナチネ第2巻 第1番 ト短調 PadK XVII:7
- ヴァイオリンとピアノのためのソナチネ第2巻 第2番 ハ長調 PadK XVII:8
- ヴァイオリンとピアノのためのソナチネ第2巻 第3番 ニ長調 PadK XVII:9
- ヴァイオリンとピアノのためのソナチネ第2巻 第4番 変ホ長調 PadK XVII:10
- ヴァイオリンとピアノのためのソナチネ第2巻 第5番 変ホ長調 PadK XVII:11
- ヴァイオリンとピアノのためのソナチネ第2巻 第6番 変ロ長調 PadK XVII:12
- ヴァイオリンとピアノのためのソナチネ第3巻 第1番 ヘ長調 PadK XVII:13
- ヴァイオリンとピアノのためのソナチネ第3巻 第2番 イ長調 PadK XVII:14
- ヴァイオリンとピアノのためのソナチネ第3巻 第3番 ニ長調 PadK XVII:15
- ヴァイオリンとピアノのためのソナチネ第3巻 第4番 変ロ長調 PadK XVII:16
- ヴァイオリンとピアノのためのソナチネ第3巻 第5番 ト長調 PadK XVII:17
- ヴァイオリンとピアノのためのソナチネ第3巻 第6番 ニ長調 PadK XVII:18
- お気に入りのポロネーズ ヘ長調 PadK XVII:19
- 行進曲集 PadK XVIII:1 作品31,
- 6つのワルツ PadK XVIII:2 作品94,
- 行進曲集 PadK XVIII:4
- 四手のためのピアノソナタ ハ長調 PadK XVIII:5
- 四手のためのピアノソナタ ト長調 PadK XVIII:6
- 四手のためのピアノソナタ ニ長調 PadK XVIII:7
- ニーダーエスターライヒ陸軍の2つの行進曲 PadK XVIII:8（消失）
- お気に入りのワルシャワのポロネーズ ト長調 PadK XVIII:9
- お気に入りのポロネーズ ヘ長調 PadK XVIII:10
- 交響曲第2番 ニ長調 作品40, PadK XVIII:11（四手ピアノ編曲版）
- 葬送行進曲 変ロ短調 PadK XVIII:12
- メヌエット ハ長調 PadK XVIII:13
- メヌエット ヘ長調 PadK XVIII:14
- ロンド 変ホ長調 PadK XVIII:15
- メヌエット ニ長調 PadK XVIII:16
- ハンガリー舞曲 ヘ短調 PadK XVIII:17
- 四手のためのアンダンテ ハ長調 PadK XVIII:18
- 12のドイツ舞曲 PadK XVIII:19
- 2台のチェンバロのための四重奏曲 ハ長調 PadK XVIII:20
- 2台のチェンバロのための四重奏曲 ホ短調 PadK XVIII:21
- 2台のチェンバロのための四重奏曲 イ長調 PadK XVIII:22
- 四手のためのアレグロ ト長調 PadK XVIII:G1

### 宗教曲
- ミサ曲 ハ長調 作品108, PadK XIX:1（1824）
- ミサ曲 ニ短調 PadK XIX:2（1842）
- ミサ曲 ハ長調 PadK XIX:3
- ミサ曲 ハ長調 PadK XIX:4
- パンジェ・リングァ ニ長調 PadK XX:1
- パンジェ・リングァ 変ホ長調 PadK XX:2
- パンジェ・リングァ 変ロ長調 PadK XX:3
- オッフェリムス・ティビ ニ長調 PadK XX:4